# Ligger
Ligger Moreira Malaquias, mais conhecido como Ligger (Santo Amaro, 18 de maio de 1988), é um futebolista brasileiro que atua como zagueiro. Atualmente joga pelo Figueirense.

## Carreira

### Antecedentes
Nascido em Santo Amaro, Bahia, Ligger começou sua carreira no futebol amador de São Francisco do Conde. Depois disputando dois campeonatos nas categorias de base do Ipitanga, mas não teve oportunidades em outros clubes da região.
Com 18 anos, pensando em encerrar sua carreira no futebol e voltando a estudar, um empresário que viu ele jogar fez um convite para fazer um teste no Guarani de Juazeiro. Quando ele chegou em Juazeiro do Norte, o Guarani não voltou das férias e então foi para o Icasa. Gostaram do futebol do Ligger e se profissionalizou no mesmo clube.
Ligger continuou sua carreira e se transferiu para clubes como o Guarani de Juazeiro, por empréstimo, o Cianorte e para o Juazeiro.

### Oeste
Em meados de 2012, após disputar o Campeonato Paranaense de 2012 e a Série D de 2012 pelo Cianorte, Ligger se transferiu para o Oeste e disputou as últimas dez partidas da conquista da Série C de 2012.
Após a conquista da Série C de 2012, fez sua primeira partida no ano de 2013 em 20 de janeiro, entrando como titular em uma derrota por 2 a 0 fora de casa contra o Botafogo-SP, pelo Campeonato Paulista de 2013. Seu primeiro gol pelo clube aconteceu em 17 de março, em uma derrota fora de casa para o São Paulo por 3 a 2.
Pelo Oeste, fez 82 partidas e marcou 4 gols.[carece de fontes?]

### Sheriff Tiraspol
Em 24 de junho de 2014, Ligger foi emprestado ao Sheriff Tiraspol, da Moldávia, por um contrato de um ano com a opção de compra.

### Retorno ao Oeste
Em meados de 2015, Ligger retornou do empréstimo ao Sheriff Tiraspol para o Oeste. Sua primeira partida após seu retorno aconteceu em 8 de maio, entrando como titular em uma vitória fora de casa por 1 a 0 sobre o ABC, pela Série B de 2015. Seu primeiro gol após o retorno ao clube aconteceu em 13 de novembro, marcando o único gol da equipe paulista no empate em casa por 1 a 1 com o Criciúma.
Na sua segunda passagem pelo Oeste, fez 39 partidas e marcou um gol. Somando nas duas passagens, 121 partidas e 5 gols.[carece de fontes?]

### Joinville
Em 27 de maio de 2015, Ligger foi anunciado pelo Joinville, por empréstimo até o final do ano. Sua estreia aconteceu em 7 de junho, entrando como titular na derrota em casa por 2 a 0 para o Vasco da Gama, pela Série B de 2016.
Na sua passagem pelo Joinville, fez 25 partidas e marcou nenhum gol.[carece de fontes?]

### Fortaleza
Em 1 de dezembro de 2016, Ligger foi transferido ao Fortaleza. Sua primeira partida pelo clube aconteceu em 15 de janeiro, entrando como titular em um empate fora de casa por 2 a 2 com o Ferroviário, pelo Campeonato Cearense de 2017. Em 12 de dezembro, Ligger renovou seu contrato com o clube cearense.
Seu primeiro gol pelo clube aconteceu em 12 de maio de 2018, marcando o primeiro gol do Fortaleza em uma vitória em casa por 3 a 0 sobre o Goiás, pela Série B de 2017. Peça importante do setor defensivo do treinador Rogério Ceni, Ligger disputou 42 partidas pelo Fortaleza e foi um dos destaques na campanha que culminou com a volta da equipe a elite do futebol nacional.[carece de fontes?]
Pelo Fortaleza, fez 79 partidas e marcou dois gols.[carece de fontes?]

### Red Bull Brasil
Em 10 de dezembro de 2018, foi anunciada a transferência de Ligger para o Red Bull Brasil, com o clube comprando os diretos federativos do atleta e com opção de retorno ao Fortaleza. Estreou em 20 de janeiro de 2019, entrando como titular em um empate em casa por 1 a 1 contra o Palmeiras, pelo Campeonato Paulista de 2019.
Seu primeiro gol aconteceu em 2 de março, marcando o único gol pelo clube em uma vitória por 1 a 0 sobre o Grêmio Novorizontino, pelo Campeonato Paulista de 2019. Pelo Red Bull Brasil, fez 14 partidas e marcou um gol.[carece de fontes?]

### Red Bull Bragantino
Após a fusão do Bragantino com o Red Bull Brasil, Ligger decidiu não renovar com o Fortaleza e foi integrado ao recém-formado Red Bull Bragantino. Estreou pelo novo clube no dia 26 de abril, começando como titular em uma vitória fora de casa contra o Brasil de Pelotas por 1 a 0, pela Série B de 2019.
Em 28 de junho de 2019, Ligger renovou seu contrato com o Red Bull Bragantino até o final de 2021, mesmo ano em que foi campeão da Série B de 2019 e participando do retorno da equipe à elite. Pelo clube, fez 80 jogos e marcou nenhum gol.

## Títulos
Icasa
- Copa Integração: 2008, 2009[carece de fontes?]

Cianorte
- Campeonato do Interior Paranaense: 2011[carece de fontes?]

Oeste
- Campeonato Brasileiro - Série C: 2012[carece de fontes?]

Sheriff Tiraspol
- Copa da Moldávia: 2014–15[31]

Fortaleza
- Campeonato Brasileiro - Série B: 2018[carece de fontes?]

Red Bull Brasil
- Campeonato Paulista do Interior: 2019[carece de fontes?]

Red Bull Bragantino
- Campeonato Brasileiro - Série B: 2019[carece de fontes?]
- Campeonato Paulista do Interior: 2020[carece de fontes?]